# エリーザー・アルビン
エリーザー・アルビン（Eleazar Albin 、fl. 1690年 – 1742年頃）はイギリスの博物学者、博物画家、水彩画家である。『イギリスの昆虫の自然史』（A Natural History of English Insects:1720年)、『鳥の自然史』(A Natural History of Birds : 1731年–1738年)、『クモや珍しい昆虫の自然史 (Natural History of Spiders and other Curious Insects:1736)などの著者である。「18世紀の偉大な昆虫学書の博物画家の一人」とされている。

## 概要

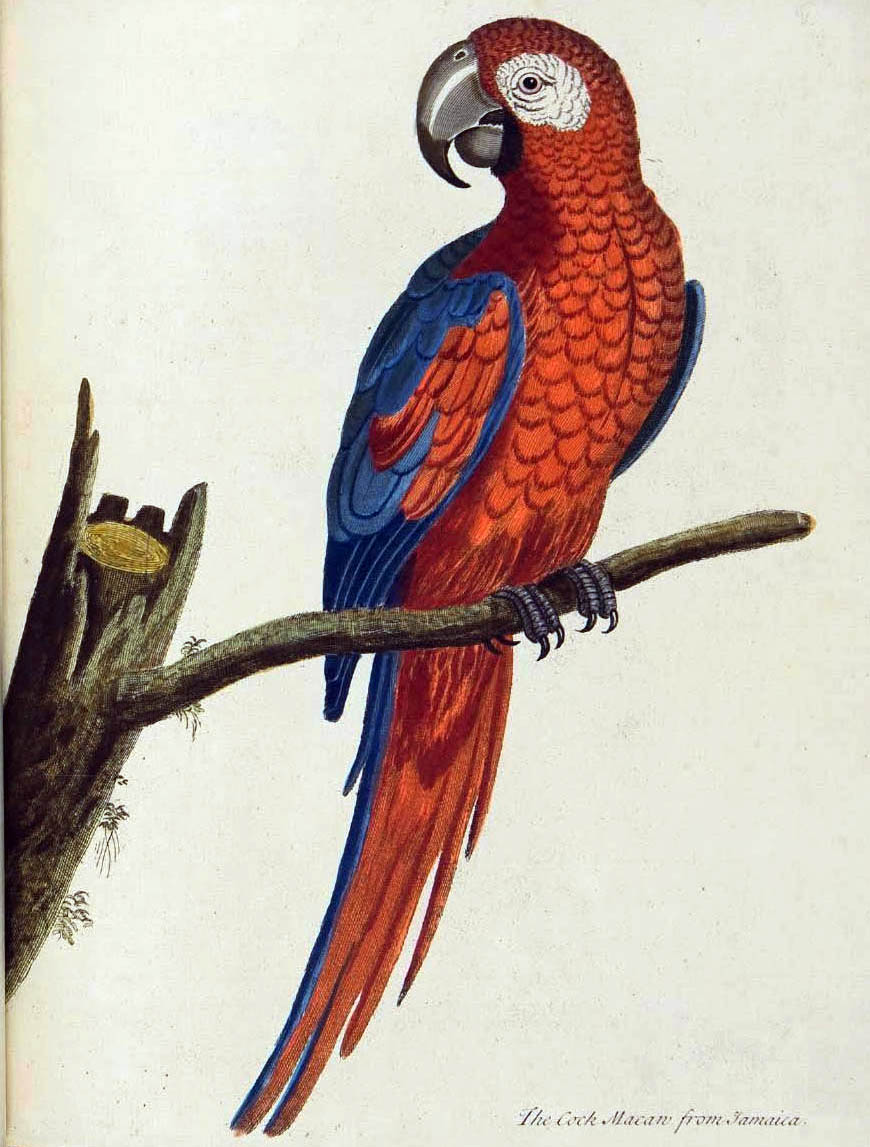
"Albin's Macaw"
ジャマイカのオウム、1740年のアルビンの絵

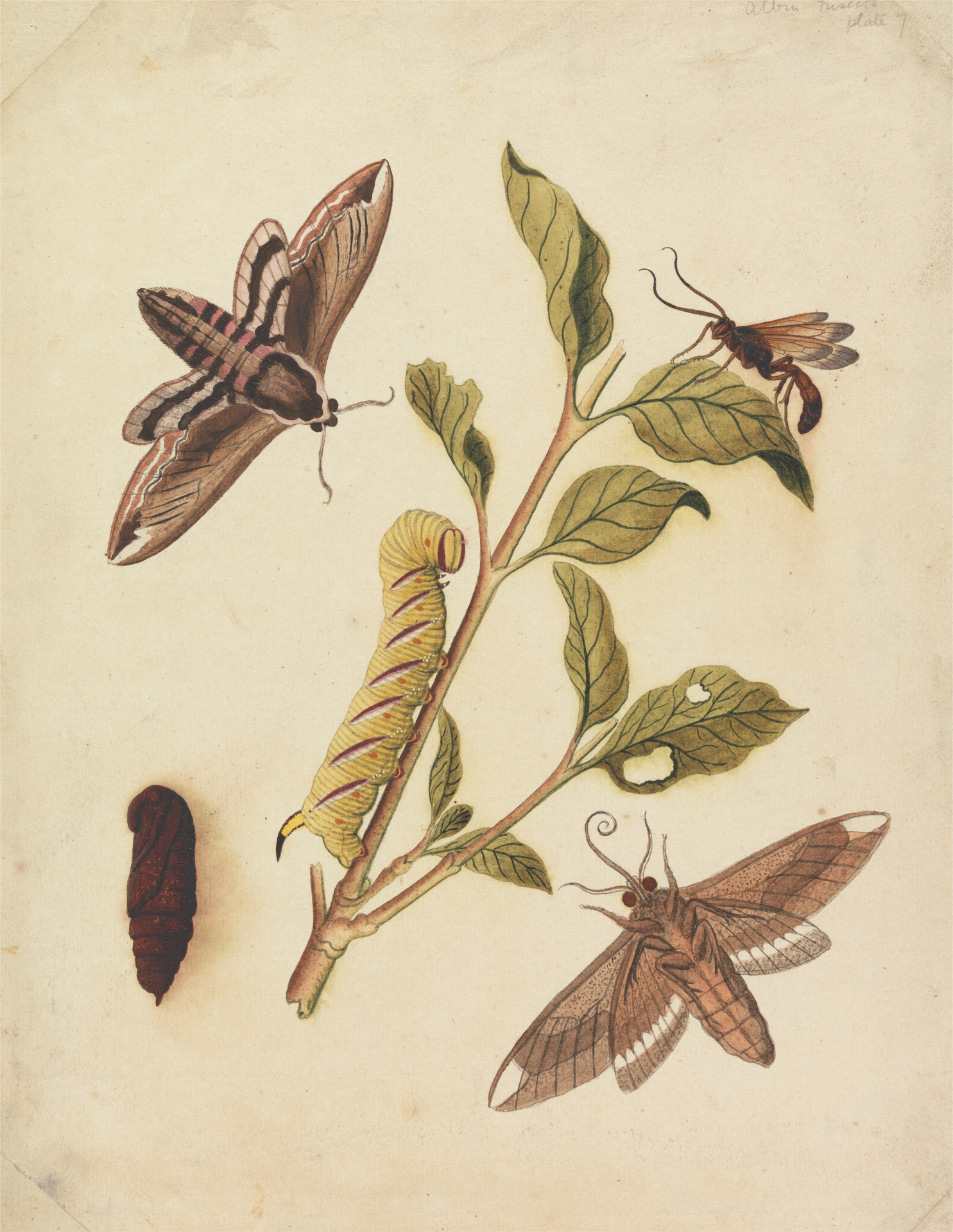
Privet Hawk Moths and Callajoppa Exaltatoria (1720)

生涯については、ほとんど知られていない。たぶんドイツ生まれで、1701年にジャマイカに住んでいたとされ、1708年には結婚して、ロンドン・ピカデリーに住んでいた。『イギリスの昆虫の自然史』の著者紹介(autobiographical details)によれば、水彩画を教えていたがその後、絹織物商人でアマチュア博物学者のジョゼフ・ダンドリッジ(Joseph Dandridge)に博物学を学んだとされる。
『鳥の自然史』はアルビンの版画にアルビンと娘のエリザベス（Elizabeth Albin）が彩色した。この書でアルビンは「すべての図版は、生物を見て、描き彩色するように教えた娘か自分が、生物を見て、できるだけ正確に描き、彩色した」と書いた。
『鳥の自然史』に掲載されたホオアカトキの図版はおそらく、ホオアカトキがヨーロッパで絶滅する前に描かれた最後のものである。

## 著作
- W. Derham & E. Albin. A natural history of English insects. Illustrated with a hundred copper plates, curiously engraven from the life: and (for those who desire it) exactly coloured by the author (London, William Innys, 1729).
- Albin, Eleazar; Derham, William (1731–1738). A natural history of birds : illustrated with a hundred and one copper plates, curiously engraven from the life (3 Volumes). London: Printed for the author and sold by William Innys
- E. Albin. A natural history of spiders, and other curious insects (London, Tilly, 1736).
- E. Albin. A Natural History of English Songbirds (1737).  With coloured plates.
- R. North & E. Albin. The History of Esculent Fish" (1794).